# Église Saint-Aubin de Dénezé-sous-Doué
L'église Saint Jean-

Baptiste est une église située à Dénezé-sous-Doué, en France.

## Localisation
L'église est située dans le département français de Maine-et-Loire, sur la commune de Dénezé-sous-Doué.

## Historique
L'édifice est inscrit au titre des monuments historiques en 1972.